# Grevilly
Grevilly é uma comuna francesa na região administrativa de Borgonha-Franco-Condado, no departamento Saône-et-Loire. Estende-se por uma área de 2,63 km². Em 2010 a comuna tinha 32 habitantes (densidade: 12,2 hab./km²).